# Tit for Tat
Tit for Tat é um curta-metragem do gênero comédia produzido nos Estados Unidos, dirigido por Charley Rogers e lançado em 1935.